# U-254 (tàu ngầm Đức)
U-254 là một tàu ngầm tấn công  Lớp Type VII thuộc phân lớp Type VIIC được Hải quân Đức Quốc Xã chế tạo trong Chiến tranh Thế giới thứ hai. Nhập biên chế năm 1941, nó đã thực hiện được ba chuyến tuần tra và đánh chìm được ba tàu buôn với tổng tải trọng 18.553 GRT. Trong chuyến tuần tra cuối cùng giữa Đại Tây Dương, U-254 đắm sau tai nạn va chạm với tàu ngầm U-221 vào ngày 8 tháng 12, 1942.

## Thiết kế và chế tạo

### Thiết kế

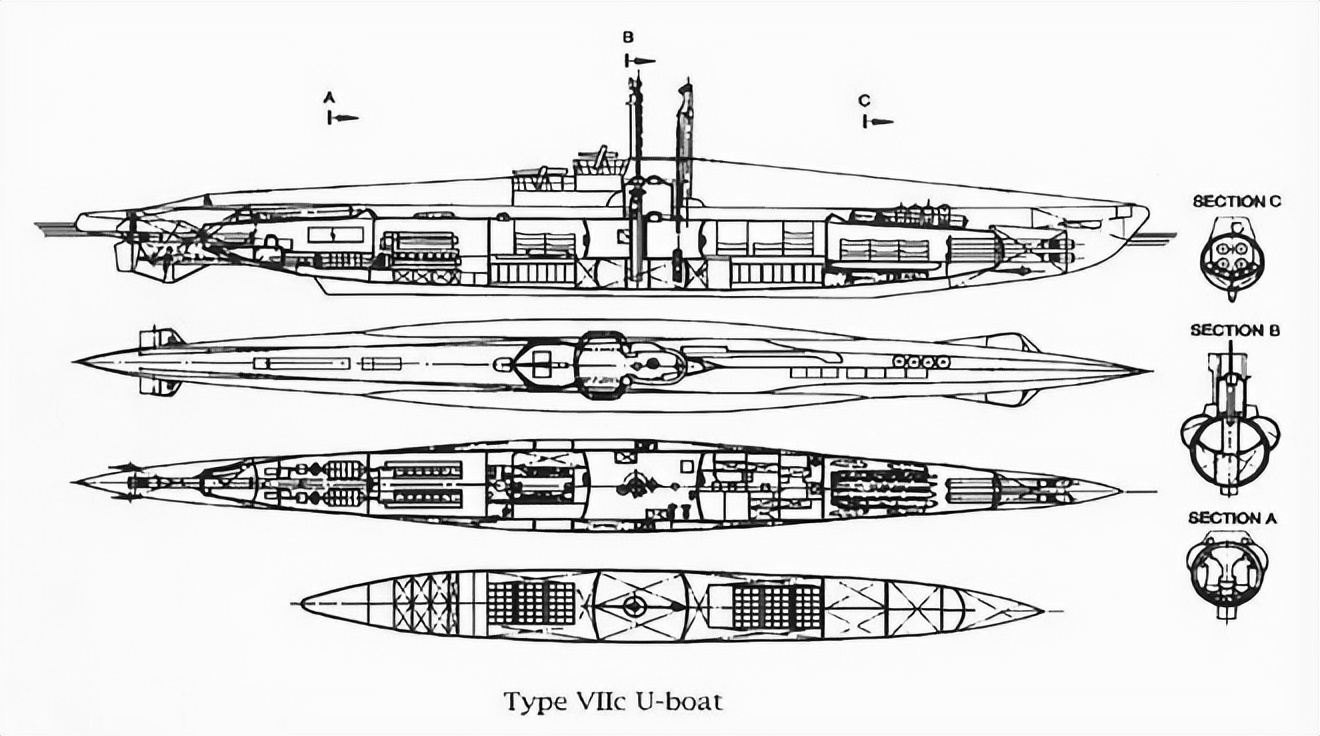
Sơ đồ các mặt cắt một tàu ngầm Type VIIC

Phân lớp VIIC của Tàu ngầm Type VII là một phiên bản VIIB được kéo dài thêm. Chúng có trọng lượng choán nước 769 t (757 tấn Anh) khi nổi và 871 t (857 tấn Anh) khi lặn). Con tàu có chiều dài chung 67,10 m (220 ft 2 in), lớp vỏ trong chịu áp lực dài 50,50 m (165 ft 8 in), mạn tàu rộng 6,20 m (20 ft 4 in), chiều cao 9,60 m (31 ft 6 in) và mớn nước 4,74 m (15 ft 7 in).
Chúng trang bị hai động cơ diesel Germaniawerft F46 siêu tăng áp 6-xy lanh 4 thì, tổng công suất 2.800–3.200 PS (2.100–2.400 kW; 2.800–3.200 bhp), dẫn động hai trục chân vịt đường kính 1,23 m (4,0 ft), cho phép đạt tốc độ tối đa 17,7 kn (32,8 km/h), và tầm hoạt động tối đa 8.500 nmi (15.700 km) khi đi tốc độ đường trường 10 kn (19 km/h). Khi đi ngầm dưới nước, chúng sử dụng hai động cơ/máy phát điện AEG GU 460/8–27 tổng công suất 750 PS (550 kW; 740 shp). Tốc độ tối đa khi lặn là 7,6 kn (14,1 km/h), và tầm hoạt động 80 nmi (150 km) ở tốc độ 4 kn (7,4 km/h). Con tàu có khả năng lặn sâu đến 230 m (750 ft).
Vũ khí trang bị có năm ống phóng ngư lôi 53,3 cm (21 in), bao gồm bốn ống trước mũi và một ống phía đuôi, và mang theo tổng cộng 14 quả ngư lôi, hoặc tối đa 22 quả thủy lôi TMA, hoặc 33 quả TMB. Tàu ngầm Type VIIC bố trí một hải pháo 8,8 cm SK C/35 cùng một pháo phòng không 2 cm (0,79 in) trên boong tàu. Thủy thủ đoàn bao gồm 4 sĩ quan và 40-56 thủy thủ.

### Chế tạo
U-254 được đặt hàng vào ngày 23 tháng 9, 1939, và được đặt lườn tại xưởng tàu của hãng Bremer-Vulkan-Vegesacker Werft ở Bremen vào ngày 14 tháng 12, 1940. Nó được hạ thủy vào ngày 20 tháng 9, 1941, và nhập biên chế cùng Hải quân Đức Quốc Xã vào ngày 8 tháng 11, 1941 dưới quyền chỉ huy của Hạm trưởng, Đại úy Hải quân Hans Gilardone.

## Lịch sử hoạt động

### Chuyến tuần tra thứ nhất
U-254 khởi hành từ Kiel vào ngày 14 tháng 7 cho chuyến tuần tra đầu tiên chiến tranh trong biển Na Uy và biển Bắc Cực. Nó băng qua khe GIUK giữa quần đảo Faroe và Iceland, để hoạt động trong Bắc Đại Tây Dương về phía Nam Iceland và Greenland. Được giao nhiệm vụ tuần tra ngoài khơi Reykjavík, Iceland để chặn đánh tàu buôn Đồng Minh, U-254 đã đánh chìm chiếc tàu buôn Anh Flora II 1.218 GRT vào ngày 2 tháng 8 ở vị trí 60 nmi (110 km) về phía Đông Nam Vestmannaeyjar, Iceland, tại tọa độ 62°45′B 19°07′T / 62,75°B 19,117°T. U-254 kết thúc chuyến tuần tra khi đi đến cảng Brest bên bờ biển Đại Tây Dương của Pháp đã bị Đức chiếm đóng, đến nơi vào ngày 19 tháng 8.

### Chuyến tuần tra thứ hai
Xuất phát từ cảng Brest vào ngày 21 tháng 9 cho chuyến tuần tra thứ hai, U-254 tiếp tục hoạt động tại vùng biển Bắc Đại Tây Dương về phía Nam Iceland và Greenland. Vào ngày 3 tháng 10, nó bắt gặp tàu chở dầu Hoa Kỳ Esso Williamsburg 11.237 GRT, vốn đã bị thủy thủ đoàn bỏ lại do hư hại sau khi trúng ngư lôi phóng từ tàu ngầm U-211 từ ngày 23 tháng 9; U-254 kết liễu mục tiêu bằng hai quả ngư lôi tại tọa độ khoảng 55°00′B 33°00′T / 55°B 33°T. Đến ngày 9 tháng 10, nó tấn công chiếc tàu buôn Anh Pennington Court 6.098 GRT vốn bị phân tán khỏi Đoàn tàu SC 103 ở vị trí về phía Đông Nam mũi Farewell, Greenland, và đánh chìm mục tiêu bằng ngư lôi tại tọa độ 58°18′B 27°55′T / 58,3°B 27,917°T. Trong chuyến tuần tra này, U-254 bị tàu corvette Hải quân Hoàng gia Na Uy HNoMS Eglantine thả mìn sâu tấn công, nên bị hư hại đáng kể. Chiếc tàu ngầm kết thúc chuyến tuần tra và quay trở lại Brest vào ngày 22 tháng 10.

### Chuyến tuần tra thứ ba - Bị mất
Sau khi được sửa chữa, U-254 lại khởi hành từ Brest vào ngày 21 tháng 11 cho chuyến tuần tra thứ ba, cũng là chuyến cuối cùng, để hoạt động tại Bắc Đại Tây Dương về phía Đông đảo Newfoundland, Canada. Được lệnh phối hợp để tấn công Đoàn tàu HX 201 tại khu vực này vào ngày 8 tháng 12, trong hoàn cảnh sương mù dày đặc, nó mắc tai nạn va chạm với tàu ngầm U-221. U-254 bị đâm ngang hông, lật úp và đắm hầu như ngay lập tức tại tọa độ 55°0′B 40°0′T / 55°B 40°T. 41 thành viên thủy thủ đoàn của U-254 đã thiệt mạng do tai nạn, và có bốn người sống sót được U-221 cứu vớt. U-221 bị hư hại nặng đến mức không thể lặn, nên phải hủy bỏ chuyến tuần tra và quay trở về căn cứ St. Nazaire vào ngày 23 tháng 12.

### "Bầy sói" tham gia
U-254 từng tham gia bốn bầy sói:
- Luchs (27 tháng 9 – 6 tháng 10, 1942)
- Panther (6 – 12 tháng 10, 1942)
- Leopard (12 – 14 tháng 10, 1942)
- Panzer (27 tháng 11 – 8 tháng 12, 1942)

### Tóm tắt chiến công
U-254 đã đánh chìm được ba tàu buôn tổng tải trọng 18.553 GRT:
| Ngày             | Tên tàu          | Quốc tịch      | Tải trọng | Số phận      |
| ---------------- | ---------------- | -------------- | --------- | ------------ |
| 2 tháng 8, 1942  | Flora II         | United Kingdom | 1.218     | Bị đánh chìm |
| 3 tháng 10, 1942 | Robert H Colley  | United States  | 11.237    | Bị đánh chìm |
| 9 tháng 10, 1942 | Pennington Court | United Kingdom | 6.098     | Bị đánh chìm |